# Pilar Sánchez Muñoz
Pilar Sánchez Muñoz (Ceuta, 1958) es una política española del PSOE, alcaldesa de Jerez de la Frontera desde el 14 de enero de 2005 al 11 de junio de 2011. 

## Biografía
Casada con Juan Carlos Jiménez García y madre de dos hijas, es diplomada en Magisterio (en la especialidad de Inglés) y licenciada en Psicopedagogía. Funcionaria docente en excedencia, su actividad profesional está especializada en la orientación psicopedagógica.
Militante del Partido Socialista Obrero Español desde 1985, fue elegida secretaria general del PSOE de Jerez el 2 de octubre de 2004 y revalidó el 4 de octubre de 2008 nuevamente. Desde julio de 2008 formó parte del Comité Federal del PSOE en representación de la provincia de Cádiz.
Fue miembro de la Comisión Permanente del Consejo Escolar del Estado, cargo para el que fue elegida en atención a su dilatada experiencia en temas educativos tanto a nivel profesional como institucional. En 2015 es condenada a 4 años de cárcel por el Tribunal Supremo por los delitos de falsedad en documento oficial, prevaricación y malversación. Ingresa en la prisión de Alcalá de Guadaíra el 31 de enero de 2016 para cumplir su pena.
Tras cumplir su pena de prisión, Sánchez Muñoz comenzó a estudiar el Grado en Derecho en el IMF Instituto de Ciencias Empresariales, centro adscrito a la Universidad Camilo José Cela. Cursa sus estudios junto con su marido Juan Carlos Jiménez García.  Según informa la propia Sánchez Muñoz, dirige su propia empresa junto a su marido, en la que emplea a más de 40 personas.

### Otros cargos
Antes de acceder a la alcaldía de Jerez, ocupó varios cargos públicos, entre los que destacan, sucesivamente, los de directora de la Oficina para Jerez y Sierra de Cádiz de la consejería de Educación de la Junta de Andalucía, delegada provincial en Cádiz de la misma consejería, y diputada de cultura en la Diputación Provincial de Cádiz, cargo este último que compatibilizó con el de concejal portavoz del Grupo Municipal Socialista –en la oposición- en el ayuntamiento de Jerez hasta enero de 2005.
La Audiencia Provincial de Cádiz ha desestimado en un auto el recurso de súplica de la exalcaldesa socialista de Jerez de la Frontera Pilar Sánchez que presentó su defensa el pasado 15 de enero contra el auto de ejecución de la condena de cuatro años y seis meses de prisión por el denominado caso PTA, siendo inminente su ingreso en prisión.

### Elecciones municipales de 2003
En las elecciones de 2003 el PSOE es el partido más votado, pero un pacto entre el Partido Popular de María José García-Pelayo y el Partido Socialista de Andalucía de Pedro Pacheco se hace con la alcaldía. No es hasta 2005 cuando Pilar Sánchez consigue la alcaldía tras la ruptura de dicho pacto. Para la gobernabilidad de la ciudad debe pactar igualmente con el Partido Socialista de Andalucía para asegurar la alcaldía, dejando en manos de Pedro Pacheco el área de urbanismo de la ciudad, al igual que se había suscrito en el anterior pacto de gobernabilidad.

### Elecciones municipales de 2007
En las elecciones municipales de 2007 consigue ganar las elecciones con mayoría absoluta. 
El Ayuntamiento de Jerez de la Frontera se encontraba endeudado, principalmente por la burbuja inmobiliaria, y sobredimensionado, cuyos efectos salieron a la luz tras la crisis de 2008. El incremento de la deuda, el pago de intereses y los pagos atrasados lastran al ayuntamiento. A finales de 2010 se situaba con una deuda de 99,38 millones de euros, siendo uno de los ayuntamientos más endeudados de España. En febrero de 2011 se hace público que la deuda del ayuntamiento vuelve a ascender hasta los 386 millones de euros, lo que triplica a la suma de la deuda de todos los ayuntamientos de la Bahía de Cádiz.

### Elecciones municipales de 2011
Tras las elecciones del 22 de mayo de 2011 Pilar Sánchez Muñoz pasa a ser la líder de la oposición de la corporación jerezana, debido a unos desastrosos resultados en las elecciones donde pasó de una mayoría absoluta de 15 concejales a tan solo 5. La misma noche de las elecciones pone su cargo a disposición del partido. La candidata del Partido Popular y antecesora en el cargo, María José García-Pelayo Jurado se hace con la alcaldía.